# 莫斯科广播电台
莫斯科广播电台（俄语：Pадио Москва）是苏联的官方国际广播电台，1929年开播，1993年改组为俄罗斯之声。
电台的调谐信号为《祖国进行曲》。对中国的普通话广播同时使用《莫斯科—北京》作为开场曲。

## 历史
1929年10月29日，苏联开办了德语对外广播，是世界上最早开办国际广播的国家之一，这一天也被视为莫斯科广播电台成立日。之后增加了法语和英语广播。冷战期间，莫斯科广播电台得到进一步发展，巅峰时拥有77种语言的广播，每周总播出时长2167小时，均高居全球之冠。
苏联解体后，莫斯科广播电台先是隶属于奥斯坦金诺电视广播公司。1993年12月22日，时任俄罗斯总统叶利钦签署命令，将莫斯科广播电台独立出来，更名为“俄罗斯之声”。2013年，时任总统普京下令撤销俄罗斯之声和俄新社，将二者合并为今日俄罗斯通讯社。2014年4月1日，俄罗斯之声短波停播，同年11月10日改为卫星广播电台。

### 华语广播
1940年7月1日，莫斯科广播电台开办了华语广播，是世界上最早的对华国际广播。中华人民共和国成立初期，莫斯科广播电台和中国中央人民广播电台曾互派专家，参与对方的对外广播工作，中央人民广播电台也曾转播莫斯科广播电台华语节目。后来随着中苏关系恶化，中国将莫斯科广播电台视为“敌台”，禁止民众收听，这一情况持续到20世纪80年代；与此同时，莫斯科广播电台也加强了对华广播宣传，通过大功率发射机覆盖中国全境及东南亚地区，以普通话、汉语方言和少数民族语言播音，其中对中国的普通话节目24小时播出。